# Premios Santander
Los Premios EA Sports, antes BBVA y Santander,son galardones de carácter oficial otorgados por la Liga Nacional de Fútbol Profesional y EA Sports como máximo patrocinador de la liga española, que reconocen a los mejores jugadores y entrenadores de cada mes de Primera División y Segunda División de España respectivamente.
Los primeros Premios se empezaron a entregar al principio de la temporada 2013-14 en el mes de septiembre. Desde entonces, se entregan sin excepción en los Premios de Segunda División, con una excepción entre diciembre y noviembre de 2022 en Primera División.
Los últimos dos Premios solo se entregaron de Segunda División de España.

## Temporada 2013-14

### Premios BBVA Mejor jugador del mes
| Jugador del mes | Primera División  | Primera División   | Segunda División  | Segunda División     |
| Jugador del mes | Jugador           | Equipo             | Jugador           | Equipo               |
| --------------- | ----------------- | ------------------ | ----------------- | -------------------- |
| Septiembre      | Diego Costa       | Atlético de Madrid | Stefan Šćepović   | Sporting de Gijón    |
| Octubre         | Koke              | Atlético de Madrid | Manolo Arana      | Recreativo de Huelva |
| Noviembre       | Cristiano Ronaldo | Real Madrid CF     | Borja Viguera     | Deportivo Alavés     |
| Diciembre       | Carlos Vela       | Real Sociedad      | José Luis Morales | SD Eibar             |
| Enero           | Ivan Rakitić      | Sevilla FC         | Roger Martí       | Real Zaragoza        |
| Febrero         | Rafa Alcántara    | Celta de Vigo      | Jota Peleteiro    | SD Eibar             |
| Marzo           | Keylor Navas      | Levante UD         | Ayoze Pérez       | CD Tenerife          |
| Abril           | Diego Godín       | Atlético de Madrid | Ayoze Pérez       | CD Tenerife          |
| Mayo            | Diego Godín       | Atlético de Madrid | Kike García       | Real Murcia          |

### Premios BBVA Mejor entrenador del mes
| Entrenador del mes | Primera División       | Primera División   | Segunda División | Segunda División     |
| Entrenador del mes | Entrenador             | Equipo             | Entrenador       | Equipo               |
| ------------------ | ---------------------- | ------------------ | ---------------- | -------------------- |
| Septiembre         | Marcelino García Toral | Villarreal CF      | Sergi Barjuán    | Recreativo de Huelva |
| Octubre            | Diego Simeone          | Atlético de Madrid | Quique Setién    | CD Lugo              |
| Noviembre          | Francisco              | UD Almería         | Gaizka Garitano  | SD Eibar             |
| Diciembre          | Jagoba Arrasate        | Real Sociedad      | Gaizka Garitano  | SD Eibar             |
| Enero              | Ernesto Valverde       | Athletic Club      | Paco Herrera     | Real Zaragoza        |
| Febrero            | Juan Antonio Pizzi     | Valencia CF        | Gaizka Garitano  | SD Eibar             |
| Marzo              | Unai Emery             | Sevilla FC         | Sergio Lobera    | UD Las Palmas        |
| Abril              | Paco Jémez             | Rayo Vallecano     | Álvaro Cervera   | CD Tenerife          |
| Mayo               | Francisco              | UD Almería         | José Bordalas    | AD Alcorcón          |

## Temporada 2014-15

### Premios BBVA Mejor jugador del mes
| Jugador del mes | Primera División  | Primera División   | Segunda División | Segunda División |
| Jugador del mes | Jugador           | Equipo             | Jugador          | Equipo           |
| --------------- | ----------------- | ------------------ | ---------------- | ---------------- |
| Septiembre      | Nolito            | Celta de Vigo      | Sergio Araujo    | UD Las Palmas    |
| Octubre         | Karim Benzema     | Real Madrid CF     | Marco Asensio    | RCD Mallorca     |
| Noviembre       | Carlos Vela       | Real Sociedad      | Sergi Enrich     | CD Numancia      |
| Diciembre       | Luciano Vietto    | Villarreal CF      | Óscar González   | Real Valladolid  |
| Enero           | Antoine Griezmann | Atlético de Madrid | Roque Mesa       | UD Las Palmas    |
| Febrero         | Alberto Bueno     | Rayo Vallecano     | Chuli            | CD Leganés       |
| Marzo           | Vitolo            | Sevilla FC         | Manu Barreiro    | Deportivo Alavés |
| Abril           | Antoine Griezmann | Atlético de Madrid | René Román       | UE Llagostera    |
| Mayo            | Cristiano Ronaldo | Real Madrid        | Jonathan Viera   | UD Las Palmas    |

### Premios BBVA Mejor entrenador del mes
| Entrenador del mes | Primera División    | Primera División | Segunda División   | Segunda División  |
| Entrenador del mes | Entrenador          | Equipo           | Entrenador         | Equipo            |
| ------------------ | ------------------- | ---------------- | ------------------ | ----------------- |
| Septiembre         | Nuno Espírito Santo | Valencia CF      | Abelardo Fernández | Sporting de Gijón |
| Octubre            | Carlo Ancelotti     | Real Madrid CF   | Pablo Machín       | Girona FC         |
| Noviembre          | Ernesto Valverde    | Athletic Club    | Paco Herrera       | UD Las Palmas     |
| Diciembre          | Nuno Espírito Santo | Valencia CF      | Carlos Terrazas    | CD Mirandés       |
| Enero              | Unai Emery          | Sevilla FC       | Pablo Machín       | Girona FC         |
| Febrero            | Nuno Espírito Santo | Valencia CF      | Lluís Carrillo     | UE Llagostera     |
| Marzo              | Ernesto Valverde    | Athletic Club    | Lluís Carrillo     | UE Llagostera     |
| Abril              | Carlo Ancelotti     | Real Madrid CF   | Pepe Mel           | Real Betis        |
| Mayo               | José Ramón Sandoval | Granada CF       | Pablo Machín       | Girona FC         |

## Temporada 2015-16

### Premios BBVA Mejor jugador del mes
| Jugador del mes | Primera División | Primera División    | Segunda División      | Segunda División       |
| Jugador del mes | Jugador          | Equipo              | Jugador               | Equipo                 |
| --------------- | ---------------- | ------------------- | --------------------- | ---------------------- |
| Septiembre      | Nolito           | Celta de Vigo       | Sergio Álvarez        | Elche CF               |
| Octubre         | Borja Bastón     | SD Eibar            | Florin Andone         | Córdoba CF             |
| Noviembre       | Neymar           | FC Barcelona        | Óscar Plano           | A.D.Alcorcón           |
| Diciembre       | Lucas Pérez      | Deportivo La Coruña | Juan Villar           | Real Valladolid        |
| Enero           | Lionel Messi     | FC Barcelona        | Alexander Szymanowski | C. D. Leganés          |
| Febrero         | Miku             | Rayo Vallecano      | José Naranjo          | Gimnàstic de Tarragona |
| Marzo           | Aritz Aduriz     | Athletic Club       | Achille Emaná         | Gimnàstic de Tarragona |
| Abril           | Koke             | Atlético de Madrid  | Isaac Becerra         | Girona F.C.            |
| Mayo            | Luis Suárez      | F. C. Barcelona     | Maní García           | Deportivo Alavés       |

### Premios BBVA Mejor entrenador del mes
| Entrenador del mes | Primera División       | Primera División   | Segunda División         | Segunda División       |
| Entrenador del mes | Entrenador             | Equipo             | Entrenador               | Equipo                 |
| ------------------ | ---------------------- | ------------------ | ------------------------ | ---------------------- |
| Septiembre         | Marcelino García Toral | Villarreal CF      | Enrique Martin           | CA Osasuna             |
| Octubre            | Ernesto Valverde       | Athletic Club      | Ranko Popovic            | Real Zaragoza          |
| Noviembre          | Diego Simeone          | Atlético de Madrid | Vicente Moreno           | Gimnàstic de Tarragona |
| Diciembre          | Javi Gracia            | Málaga C.F.        | Sergio Egea              | Real Oviedo            |
| Enero              | Unai Emery             | Sevilla F. C.      | Asier Garitano           | C. D. Leganés          |
| Febrero            | Eusebio Sacristán      | Real Sociedad      | Lluís Carreras           | Real Zaragoza          |
| Marzo              | Quique Setién          | Las Palmas         | José Antonio Durán Rivas | C.D.Lugo               |
| Abril              | Zinedine Zidane        | Real Madrid C. F.  | Pablo Machín             | Girona F.C.            |
| Mayo               | Luis Enrique           | F. C. Barcelona    | José Bordalás            | Deportivo Alavés       |

## Temporada 2016-17

### Premios Santander Mejor jugador del mes
| Jugador del mes | Primera División   | Primera División    | Segunda División | Segunda División |
| Jugador del mes | Jugador            | Equipo              | Jugador          | Equipo           |
| --------------- | ------------------ | ------------------- | ---------------- | ---------------- |
| Agosto          | Jon Ander Serantes | C. D. Leganés       | Ángel Rodríguez  | Real Zaragoza    |
| Septiembre      | Antoine Griezmann  | Atlético de Madrid  | Joselu Moreno    | CD Lugo          |
| Octubre         | Iago Aspas         | R. C. Celta         | Brandon Llamas   | RCD Mallorca     |
| Noviembre       | Diego López        | R. C. D. Español    | Pablo Valcarce   | CD Numancia      |
| Diciembre       | Florin Andone      | Deportivo La Coruña | Alfredo Ortuño   | Cádiz CF         |
| Enero           | Steven N'Zonzi     | Sevilla F. C.       | Toché            | Real Oviedo      |
| Febrero         | Sergi Enrich       | S. D. Eibar         | Roger Martí      | Levante UD       |
| Marzo           | Antoine Griezmann  | Atlético de Madrid  | Quique González  | U.D. Almería     |
| Abril           | Lionel Messi       | F. C. Barcelona     | Jorge Molina     | Getafe CF        |
| Mayo            | Cristiano Ronaldo  | Real Madrid C. F.   | Anthony Lozano   | CD Tenerife      |

### Premios Santander Mejor entrenador del mes
| Entrenador del mes | Primera División     | Primera División   | Segunda División       | Segunda División |
| Entrenador del mes | Entrenador           | Equipo             | Entrenador             | Equipo           |
| ------------------ | -------------------- | ------------------ | ---------------------- | ---------------- |
| Agosto             | Quique Setién        | U. D. Las Palmas   | Juan Ramón López Muñiz | Levante UD       |
| Septiembre         | Ernesto Valverde     | Athletic Club      | Carlos Terrazas        | CD Mirandés      |
| Octubre            | Jorge Sampaoli       | Sevilla F. C.      | Diego Martínez Penas   | Sevilla Atlético |
| Noviembre          | Eusebio Sacristán    | Real Sociedad      | Pablo Machín           | Girona FC        |
| Diciembre          | Fran Escribá         | Villarreal C. F.   | Álvaro Cervera         | Cádiz CF         |
| Enero              | Eduardo Berizzo      | R. C. Celta        | Paco Herrera           | Real Valladolid  |
| Febrero            | José Luis Mendilibar | S. D. Eibar        | Pep Lluís Martí        | CD Tenerife      |
| Marzo              | Diego Simeone        | Atlético de Madrid | Juan Antonio Anquela   | SD Huesca        |
| Abril              | Míchel González      | Málaga C. F.       | Miguel Ángel Sánchez   | Rayo Vallecano   |
| Mayo               | Zinedine Zidane      | Real Madrid C. F.  | Paco Herrera           | Real Valladolid  |

## Temporada 2017-18

### Premios Santander Mejor jugador del mes
| Jugador del mes | Primera División  | Primera División    | Segunda División      | Segunda División  |
| Jugador del mes | Jugador           | Equipo              | Jugador               | Equipo            |
| --------------- | ----------------- | ------------------- | --------------------- | ----------------- |
| Septiembre      | Simone Zaza       | Valencia CF         | Jaime Mata            | Real Valladolid   |
| Octubre         | Cédric Bakambu    | Villarreal C. F.    | Borja Iglesias        | Real Zaragoza     |
| Noviembre       | Iago Aspas        | R. C. Celta de Vigo | Juan Camilo Hernández | SD Huesca         |
| Diciembre       | Luis Suárez       | FC Barcelona        | Carlos Hernández      | Real Oviedo       |
| Enero           | Aritz Aduriz      | Athletic Club       | Juan Carlos           | CD Lugo           |
| Febrero         | Antoine Griezmann | Atlético de Madrid  | Raúl de Tomás         | Rayo Vallecano    |
| Marzo           | Rodrigo           | Valencia CF         | Jony Rodríguez        | Sporting de Gijón |
| Abril           | Lionel Messi      | F. C. Barcelona     | Raúl de Tomás         | Rayo Vallecano    |

## Temporada 2018-19

### Premios Santander Mejor jugador del mes
| Jugador del mes | Primera División  | Primera División   | Segunda División | Segunda División  |
| Jugador del mes | Jugador           | Equipo             | Jugador          | Equipo            |
| --------------- | ----------------- | ------------------ | ---------------- | ----------------- |
| Septiembre      | Lionel Messi      | F. C. Barcelona    | Munir            | Málaga C.F.       |
| Octubre         | Luis Suárez       | F. C. Barcelona    | Carlos Fernández | R. C. Deportivo   |
| Noviembre       | Tomáš Vaclík      | Sevilla F. C.      | Enric Gallego    | Extremadura U. D. |
| Diciembre       | Antoine Griezmann | Atlético de Madrid | Eugeni           | Albacete Balompié |
| Enero           | Iñaki Williams    | Athletic Club      | Roberto Torres   | CA Osasuna        |
| Febrero         | Jaime Mata        | Getafe CF          | Darwin Machís    | Cádiz CF          |
| Marzo           | Lionel Messi      | F. C. Barcelona    | Luis Milla       | CD Tenerife       |
| Abril           | Iago Aspas        | Celta de Vigo      | Salva Sevilla    | RCD Mallorca      |

## Temporada 2019-20

### Premios Santander Mejor jugador del mes[76]
| Jugador del mes | Primera División | Primera División | Segunda División       | Segunda División |
| Jugador del mes | Jugador          | Equipo           | Jugador                | Equipo           |
| --------------- | ---------------- | ---------------- | ---------------------- | ---------------- |
| Septiembre      | Martin Ødegaard  | Real Sociedad    | Sekou Gassama          | UD Almería       |
| Octubre         | Karl Toko Ekambi | Villareal CF     | Anthony Lozano         | Cádiz CF         |
| Noviembre       | Lionel Messi     | FC Barcelona     | Fidel Chaves           | Elche CF         |
| Diciembre       | Luis Suárez      | FC Barcelona     | Jonathan Viera         | UD Las Palmas    |
| Enero           | Thibaut Courtois | Real Madrid      | Sabin Merino           | R. C. Deportivo  |
| Febrero         | Lionel Messi     | FC Barcelona     | Cristian Darío Álvarez | Real Zaragoza    |
| Junio           | Karim Benzema    | Real Madrid      | Rubén Castro           | UD Las Palmas    |

## Temporada 2020-21

### Premios Santander Mejor jugador del mes
| Jugador del mes | Primera División  | Primera División    | Segunda División | Segunda División             |
| Jugador del mes | Jugador           | Equipo              | Jugador          | Equipo                       |
| --------------- | ----------------- | ------------------- | ---------------- | ---------------------------- |
| Septiembre      | Ansu Fati         | FC Barcelona        | Uroš Đurđević    | Real Sporting de Gijón       |
| Octubre         | Mikel Oyarzabal   | Real Sociedad       | Manolo Reina     | Real Club Deportivo Mallorca |
| Noviembre       | João Félix        | Atlético de Madrid  | Leonardo Ruiz    | UD Logroñés                  |
| Diciembre       | Iago Aspas        | Celta de Vigo       | Raúl de Tomás    | Real Club Deportivo Espanyol |
| Enero           | Youssef En-Nesyri | Sevilla Fútbol Club | Sadiq Umar       | UD Almería                   |
| Febrero         | Lionel Messi      | FC Barcelona        | Rubén Pardo      | CD Leganés                   |
| Marzo           | Karim Benzema     | Real Madrid CF      | Adrián Embarba   | RCD Espanyol                 |
| Abril           | Fernando Reges    | Sevilla F.C         | Javi Puado       | RCD Espanyol                 |
| Mayo            | Jan Oblak         | Atlético de Madrid  | Abdón Prats      | R.C.D Mallorca               |

## Temporada 2021-22

### Premios Santander Mejor jugador del mes
| Jugador del mes | Primera División | Primera División   | Segunda División  | Segunda División       |
| Jugador del mes | Jugador          | Equipo             | Jugador           | Equipo                 |
| --------------- | ---------------- | ------------------ | ----------------- | ---------------------- |
| Septiembre      | Karim Benzema    | Real Madrid        | Gaspar Campos     | Real Sporting de Gijón |
| Octubre         | Robin Le Normand | Real Sociedad      | Stoichkov         | S.D.Eibar              |
| Noviembre       | Vinícius Júnior  | Real Madrid        | Fernando Martínez | U.D Almería            |
| Diciembre       | Juanmi Jiménez   | Real Betis         | Stuani            | Girona F.C             |
| Enero           | Ángel Correa     | Atlético de Madrid | Sergio Castel     | U.D Ibiza              |
| Febrero         | Thibaut Courtois | Real Madrid        | Sadiq Umar        | UD Almería             |
| Marzo           | João Félix       | Atlético de Madrid | Nahuel Bustos     | Girona F.C             |
| Abril           | Karim Benzema    | Real Madrid        | Borja Bastón      | Real Oviedo            |
| Mayo            | Vedat Muriqi     | R.C.D Mallorca     | Jonathan Viera    | UD Las Palmas          |

## Temporada 2022-23

### Premios Santander Mejor jugador del mes
| Jugador del mes | Primera División                                                                                    | Primera División                                                                                    | Segunda División  | Segunda División |
| Jugador del mes | Jugador                                                                                             | Equipo                                                                                              | Jugador           | Equipo           |
| --------------- | --------------------------------------------------------------------------------------------------- | --------------------------------------------------------------------------------------------------- | ----------------- | ---------------- |
| Agosto          | Borja Iglesias                                                                                      | Real Betis                                                                                          | Myrto Uzuni       | Granada C.F      |
| Septiembre      | Federico Valverde                                                                                   | Real Madrid                                                                                         | José Antonio Caro | Burgos C.F       |
| Octubre         | Robert Lewandowski                                                                                  | FC Barcelona                                                                                        | Jonathan Viera    | UD Las Palmas    |
| Noviembre       | No dado debido a la paralización de la La Liga por la disputa de la Copa Mundial de Fútbol de 2022. | No dado debido a la paralización de la La Liga por la disputa de la Copa Mundial de Fútbol de 2022. | Sinan Bakis       | FC Andorra       |
| Diciembre       | No dado debido a la paralización de la La Liga por la disputa de la Copa Mundial de Fútbol de 2022. | No dado debido a la paralización de la La Liga por la disputa de la Copa Mundial de Fútbol de 2022. | Roberto López     | CD Mirandés      |
| Enero           | Alexander Sørloth                                                                                   | Real Sociedad                                                                                       | Stoichkov         | S.D.Eibar        |
| Febrero         | Gabri Veiga                                                                                         | Real Club Celta de Vigo                                                                             |                   |                  |
| Marzo           | Antoine Griezmann                                                                                   | Atlético de Madrid                                                                                  |                   |                  |

## Palmarés
Futbolistas con mayor cantidad de premio
| N.º | Futbolista        | Premios |
| --- | ----------------- | ------- |
| 1   | Lionel Messi      | 8       |
| 1   | Antoine Griezmann | 8       |
| 3   | Karim Benzema     | 5       |
| 4   | Luis Suárez       | 4       |
| 4   | Iago Aspas        | 4       |
| 5   | Cristiano Ronaldo | 3       |
| 6   | Aritz Aduriz      | 2       |
| 6   | Koke              | 2       |
| 6   | Nolito            | 2       |
| 6   | Carlos Vela       | 2       |
| 6   | Diego Godín       | 2       |
| 6   | Thibaut Courtois  | 2       |
| 6   | João Félix        | 2       |

### Clubes con mayor cantidad de premios[129]
| N.º | Club                    | Premios |
| --- | ----------------------- | ------- |
| 1   | Club Atlético de Madrid | 17      |
| 2   | Fútbol Club Barcelona   | 14      |
| 3   | Real Madrid C. F.       | 12      |
| 4   | Celta de Vigo           | 7       |
| 5   | Sevilla F. C.           | 6       |
| 5   | Real Sociedad           | 6       |
| 7   | Villarreal CF           | 3       |
| 7   | Athletic Club           | 3       |
| 9   | Real Betis              | 2       |
| 9   | Valencia CF             | 2       |
| 9   | S. D. Eibar             | 2       |
| 9   | Deportivo La Coruña     | 2       |
| 9   | Rayo Vallecano          | 2       |
| 14  | R.C.D Mallorca          | 1       |
| 14  | Getafe CF               | 1       |
| 14  | R. C. D. Español        | 1       |
| 14  | C. D. Leganés           | 1       |
| 14  | Levante                 | 1       |

### Países con mayor cantidad de premios (Jugador del Mes Primera División)[128]
| N.º | País                            | Premios |
| --- | ------------------------------- | ------- |
| 1   | España                          | 26      |
| 2   | Francia                         | 13      |
| 3   | Argentina                       | 10      |
| 4   | Uruguay                         | 7       |
| 5   | Portugal                        | 6       |
| 6   | Brasil                          | 3       |
| 7   | Bélgica                         | 2       |
| 7   | México                          | 2       |
| 7   | Noruega                         | 2       |
| 10  | Kosovo                          | 1       |
| 10  | Eslovenia                       | 1       |
| 10  | Marruecos                       | 1       |
| 10  | Camerún                         | 1       |
| 10  | República Checa                 | 1       |
| 10  | República Democrática del Congo | 1       |
| 10  | Italia                          | 1       |
| 10  | Rumanía                         | 1       |
| 10  | Venezuela                       | 1       |
| 10  | Costa Rica                      | 1       |
| 10  | Croacia                         | 1       |
| 10  | Polonia                         | 1       |